# Агриколандия

Агриколандия на карте штата.

Агриколандия (порт. Agricolândia) — муниципалитет в Бразилии, входит в штат Пиауи. Составная часть мезорегиона Северо-центральная часть штата Пиауи. Входит в экономико-статистический микрорегион Медиу-Парнаиба-Пиауиенси. Население составляет 5098 человек на 2010 год. Занимает площадь 112,425 км². Плотность населения — 45,35 чел./км².

## Демография
Согласно сведениям, собранным в ходе переписи 2010 г. Национальным институтом географии и статистики (IBGE), население муниципалитета составляет:
| Полное население                               | Полное население                               | Полное население                               | Полное население                               | 5098  |
| ---------------------------------------------- | ---------------------------------------------- | ---------------------------------------------- | ---------------------------------------------- | ----- |
| в том числе:                                   | Городское население                            | 3602                                           | Процент городского населения, %                | 70,66 |
|                                                | Сельское население                             | 1496                                           | Процент сельского населения, %                 | 29,34 |
|                                                | Мужское население                              | 2455                                           | Процент мужского населения, %                  | 48,16 |
|                                                | Женское население                              | 2643                                           | Процент женского населения, %                  | 51,84 |
| Плотность населения, чел/км²                   | Плотность населения, чел/км²                   | Плотность населения, чел/км²                   | Плотность населения, чел/км²                   | 45,35 |
| Население муниципалитета в % к населению штата | Население муниципалитета в % к населению штата | Население муниципалитета в % к населению штата | Население муниципалитета в % к населению штата | 0,16  |

По данным оценки 2016 года, население муниципалитета составляет 5078 жителей.

## Статистика
- Валовой внутренний продукт на 2003 год составляет 7 728 922,00 реалов (данные: Бразильский институт географии и статистики).
- Валовой внутренний продукт на душу населения на 2003 год составляет 1464,92 реалов (данные: Бразильский институт географии и статистики).
- Индекс развития человеческого потенциала на 2000 год составляет 0,622 (данные: Программа развития ООН).